# Buraco do Ademar

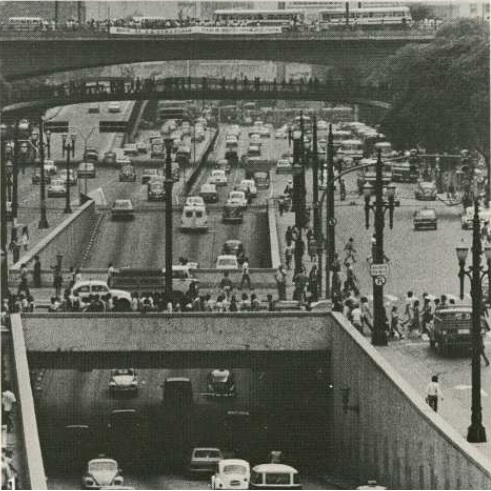
"Buraco do Ademar" no sentido contrário. Ao fundo o Viaduto do Chá, 1978.

O Buraco do Ademar era  a passagem em desnível subterrânea no Vale do Anhangabaú, na altura da Praça do Correio, sob a Avenida São João, em São Paulo, Brasil.
Mesmo tendo sido projetada em 1930, por Francisco Prestes Maia, a obra só foi construída entre outubro de 1948 e setembro de 1950, na gestão de Ademar Pereira de Barros como governador, o que motivou o apelido popular, embora o custo tenha sido pago pela prefeitura. A passagem deveria ter sido inaugurada em janeiro de 1950, mas acabou atrasada devido à necessidade de obras complementares, incluindo concretamento do piso, pintura e iluminação das paredes laterais.
O projeto original era muito mais grandioso, porém a Prefeitura, aceitando uma sugestão do vereador Gomes Caselli, aproveitou que estava sendo construída uma galeria pluvial no local para fazer um projeto mais simples de passagem subterrânea. Com a troca de prefeito, as obras foram aceleradas, para que a inauguração se desse num prazo mais curto, e o escoamento das águas não foi tratado com cuidado, o que contribuiu para que a passagem ficasse inundada várias vezes ao longo dos quase quarenta anos em que existiu.
"Meu pai queria, segundo nos contava, que São Paulo tivesse uma obra em que a Avenida São João não fosse cortada por um semáforo", contou, em 1988, o filho do ex-prefeito, Adhemar de Barros Filho. "A obra levou um nome malicioso, 'buraco', mas que ele adorava." No local ficava, nos anos 1930, o Cassino Politiama, a primeira casa de jogos de São Paulo. Em maio de 1948 o vereador Gomes Caselli apresentou um projeto de lei autorizando a prefeitura a construir uma passagem para pedestres sob a Avenida São João, utilizando-se para isso os porões do antigo edifício da Delegacia Fiscal, na esquina da avenida com a Avenida Anhangabaú. Pouco depois seria abandonado outro projeto de Prestes Maia, o Túnel São Bento, que ligaria o Largo do Paiçandu ao outro lado do vale, próximo do local onde o Buraco do Ademar começaria a ser construído, no ano seguinte.
A passagem foi inaugurada em 29 de setembro de 1950, com uma solenidade marcada para as dezoito horas, com a presença de Ademar, do então prefeito da cidade, Lineu Prestes, e de todos os secretários estaduais e municipais. Com "elevado número de pessoas" presentes para a inauguração, Ademar e Lineu foram recebidos com uma salva de palmas. Ademar, então, cortou a fita simbólica colocada em uma das entradas, atravessando, em seguida, o túnel com seu carro, seguido por dezenas de outros.
A intenção da obra, que custou 9,046 milhões de cruzeiros, era desafogar o tráfego no centro da cidade. O túnel tinha 225 metros de extensão (incluídas suas rampas de acesso), 4,70 metros de altura e doze metros de largura. Suas rampas de acesso tinha 6% de declive e eram protegidas por muros de ala feitos de concreto armado.
O logradouro era considerado ponto crítico de enchentes na cidade, apesar de promessas de solução desse problema (como em abril de 1978), e até um barco de salvamento circulou por ali durante uma enchente em 1985. As enchentes eram causadas pela baixa capacidade da galeria de águas pluviais da passagem, de apenas 18,4 metros cúbicos por segundo.
Em 1985 o prefeito Mário Covas anunciou que pretendia alargar de quarenta para 62 metros o "teto" do túnel (ou seja, a passagem da Avenida São João), por meio de um investimento de cinco bilhões de cruzeiros. Três anos mais tarde, em janeiro de 1988, no último ano da administração Jânio Quadros, foi iniciada a construção do primeiro dos dois túneis do complexo Papa João Paulo II, que inicialmente seria conhecido como "Buraco do Jânio". Durante as obras, o Buraco do Ademar, que tinha mão dupla, passou a ter mão única no sentido da Avenida Prestes Maia. O projeto original previa apenas um túnel, sendo mantido o Buraco do Ademar, mas o complexo acabaria por substituí-lo quando se desengavetou um projeto concebido em 1981.
O Buraco do Ademar foi interditado em 23 de outubro de 1988, pouco menos de dois meses antes da inauguração do túnel que estava sendo construído ao lado. A interdição prejudicou o trânsito a partir do dia útil seguinte. "O buraco novo é kafkaniano, porque não adiantou nada fazer um túnel com quatro pistas sob a Avenida São João para passarem cem mil carros, se eles têm que parar no sinal da Avenida Senador Queiroz logo à frente", reclamou o escritor Ignácio de Loyola Brandão ao jornal Folha de S. Paulo em dezembro daquele ano. Jorge Wilheim, arquiteto que projetou os novos túneis, exaltava sua obra na comparação com o antigo "buraco": "Enquanto Ademar via apenas uma passagem de nível com sua obra, Jânio quer a remodelação de toda a área." O então deputado estadual Adhemar de Barros Filho discordava: "Trata-se de uma obra plástica e visual, sem nenhuma função, feita sem consulta à população, que só serve para viabilizar Jânio Quadros à presidência do país." E associava a obra às rusgas políticas entre Ademar e Jânio nos anos 1950, que concorreram ao governo do estado em 1954, com vitória apertada do segundo: "O prefeito teve satisfação pessoal em demolir a obra de meu pai, pois, devido às velhas lutas políticas, ele quis tirar da cidade a marca do velho Ademar." A total reurbanização do Vale do Anhangabaú só seria concluída em dezembro de 1991.